# Louis Seguin (Schriftsteller)
Louis Seguin (* 18. Juni 1929 in Neuilly-sur-Seine, Département Hauts-de-Seine; † 9. Januar 2008 in Boulogne-sur-Mer, Département Pas-de-Calais) war ein französischer Bibliothekar, Filmkritiker und Schriftsteller. Eine wenige Male war er auch als Schauspieler tätig.

## Leben und Wirken
1952 gründete Seguin zusammen mit Roger Tailleur (1927–1985) und Michel Perez (1932–1990) die Zeitschrift Séquences, welche später in der Filmfachzeitschrift Positif aufgegangen ist. Zwischen 1953 und 1978 schrieb Seguin regelmäßig für die Zeitschrift Positif und ab 1970 konnte er parallel dazu auch regelmäßig in La Quinzaine littéraire veröffentlichen.
Im Brotberuf arbeitete Seguin als Bibliothekar in der Stadtbibliothek von Metz (Département Moselle) und später in der von Boulogne-sur-Mer (Département Pas-de-Calais). Er übernahm nach und nach auch verschiedene Verwaltungsaufgaben und wurde als conservateur général des bibliothèques in den Ruhestand verabschiedet.
Seguin war politisch interessiert und engagierte sich in verschiedenen Projekten. Auf diesem Weg machte er durch den Journalisten Jacques-Francis Rolland die Bekanntschaft von Robert Lapoujade. Als Gegner der „Französischen Doktrin“ gehörte er dann auch im September 1960 zu den Unterzeichnern des Manifests der 121.

## Schriften (Auswahl)
als Autor
- Le sadisme au cinéma. Terrain Vague, Metz 1964.[1]
- Une critique dispersée. Édition 10/18, Paris 1976, ISBN 2-264-00026-0.
- Ado Kyrou. Surréalisme, cinéma. In: Ketty Tsékénis (Hrsg.): Surréalistes grecs. ECP, Paris 1991, ISBN 2-85850-607-8 (zugl. Katalog der gleichnamigen Ausstellung, Centre Georges-Pompidou, 26. Juni bis 23. September 1991).

als Herausgeber
- L'espace du cinéma. Hors-champ, hors-d'œuvre, hors-jeu. Éditions Ombres, Toulouse 1999, ISBN 2-84142-106-6.
- Viv(r)e le cinéma de Roger Tailleur. Actes Sud, Toulouse 1997, ISBN 2-7427-1362-X.

## Filmografie
- Marie-Claude Treilhou (Regisseurin): Un petit cas de conscience. 2002 – ein Sohn von Margot
- Paul Vecchiali (Regisseur): à vot’ bon cœur. 2004 – ein Strolch